# Vatikáni Múzeumok
A Vatikáni Múzeumok (olaszul: Musei Vaticani, latinul: Musea Vaticana) a Vatikán nyilvános művészeti múzeumai, ahol a római katolikus egyház és a pápaság által az évszázadok során felhalmozott hatalmas gyűjtemény található. 
Az itt található gyűjtemény az egyik legfontosabb és legnagyobb a világon és az ókori közel-keleti (Egyiptom és Asszíria), illetve görög-római, valamint etruszk-italikus művészet remekeitől kezdve a kora keresztény, középkori műalkotásokon (3.-14. század) és a reneszánsz művészetén át (15. század) egészen a 19. századig mutat be műremekeket, de a modern művészetek alkotásai is megtalálhatóak. A múzeumban néprajzi részleg is található. A valószínűleg legismertebb rész, amelyet a látogatás során megtekinthetünk, a Sixtus-kápolna.
2019-ben a múzeumokat 6,8 millió személy kereste fel, ami a világ harmadik leglátogatottabb művészeti múzeumává teszi. A világ egyik legnagyobb múzeuma.

## A múzeumok
- Vatikáni Képtár (Pinacoteca) – a képtár épülete 1931-ből származik és XI. Piusz pápa megbízásából készült azzal a céllal, hogy a képgyűjteményt újrarendezzék. A kiállított képek közül sokat Bonaparte Napóleon 1797-ben Párizsba vitt, de a bécsi kongresszus döntése értelmében visszakerült a Vatikánba. A műalkotások a középkortól az 1800-as évekig terjedő korszakot foglalják magukba. A festményeket 18 teremben időrendi sorrendben tekinthetjük meg, köztük Michelangelo, Raffaello és Fra Angelico képeit.
- Museo Pio-Clementino – a múzeumot XIV. Kelemen pápa alapította és a Vatikán fontos görög és római műalkotásainak szeretett volna helyet biztosítani. VI. Piusz pápa kibővítette a múzeumot. A múzeum híres része a „Scala Bramante“, egy négyszög alakú torony részeként. A lépcső kialakítására II. Gyula pápa adott megbízást 1512-ben, hogy VIII. Ince pápa palotáját összekösse a várossal. A múzeumban ma a görög és római ókor jelentős szobrait tekinthetjük meg.
- Museo Gregoriano Egizio (Gregorián-egyiptomi Múzeum) – a múzeumot 1839-ben XVI. Gergely pápa alapította. A kiállítás tárgyát kora egyiptomi leletek, papirusz-dokumentumok, múmiák valamint a híres „Halotti könyv“ és a "Grassi-gyűjtemény“ képzi.
- Museo Gregoriano Etrusco (Gregorián-etruszk Múzeum) – az 1837-ben XVI. Gergely pápa által alapított múzeumban déletruszk leleteket, például vázákat és bronzfigurákat tekinthetünk meg. Ezenkívül a kiállítás részét képezik még az ókori dél-itália görög és hellenisztikus korából származó vázái, valamint római kori leletek.
- Musei di Antichità Classiche
- Museo Pio Cristiano (Lapidari Cristiano és Ebraico) – keresztény leletek, szobrok és szarkofágok.
- Museo Missionario-Etnologico
- Museo Sacro (könyvtár)
- Museo Gregoriano Profano – a múzeumot 1884-ben alakította ki XVI. Gergely pápa a lateráni palotában, és 1970-ben helyezték át Vatikánba. A gyűjtemény eredeti ókori görög szobrokat, görög eredetik római kori másolatait, és a Kr. u. 1-3 század római szobrászat műveit.
- Museo Storico Vaticano – az 1973-ban alapított múzeumban több évszázad pápai hintóit és egyéb közlekedési eszközeit tekinthetjük meg. Kocsikon, hintókon kívül itt található a Vatikán első mozdonyának az 1929-es modellje is.
- Museo Chiaramonti – az 1807-ből származó múzeumban szobrokat, elsősorban római mellszobrokat találunk, nevét VII. Chiaramonti Pius pápáról kapta. A gyűjtemény részét körülbelül ezer szobor képezi, ezek között több római császár portréját, istenségek szobrait, szakrofágok töredékeit. 1822-ben csatolták új épületként a „Bracci Nuovó“-t, ahol római szobrokat és görög eredetik római másolatait állították ki.
- Museo Filatelico e Numismatico (numizmatikai gyűjtemény)
- Collezione d’Arte Religiosa Moderna (modern vallásos művészeti gyűjtemény)

## Galéria

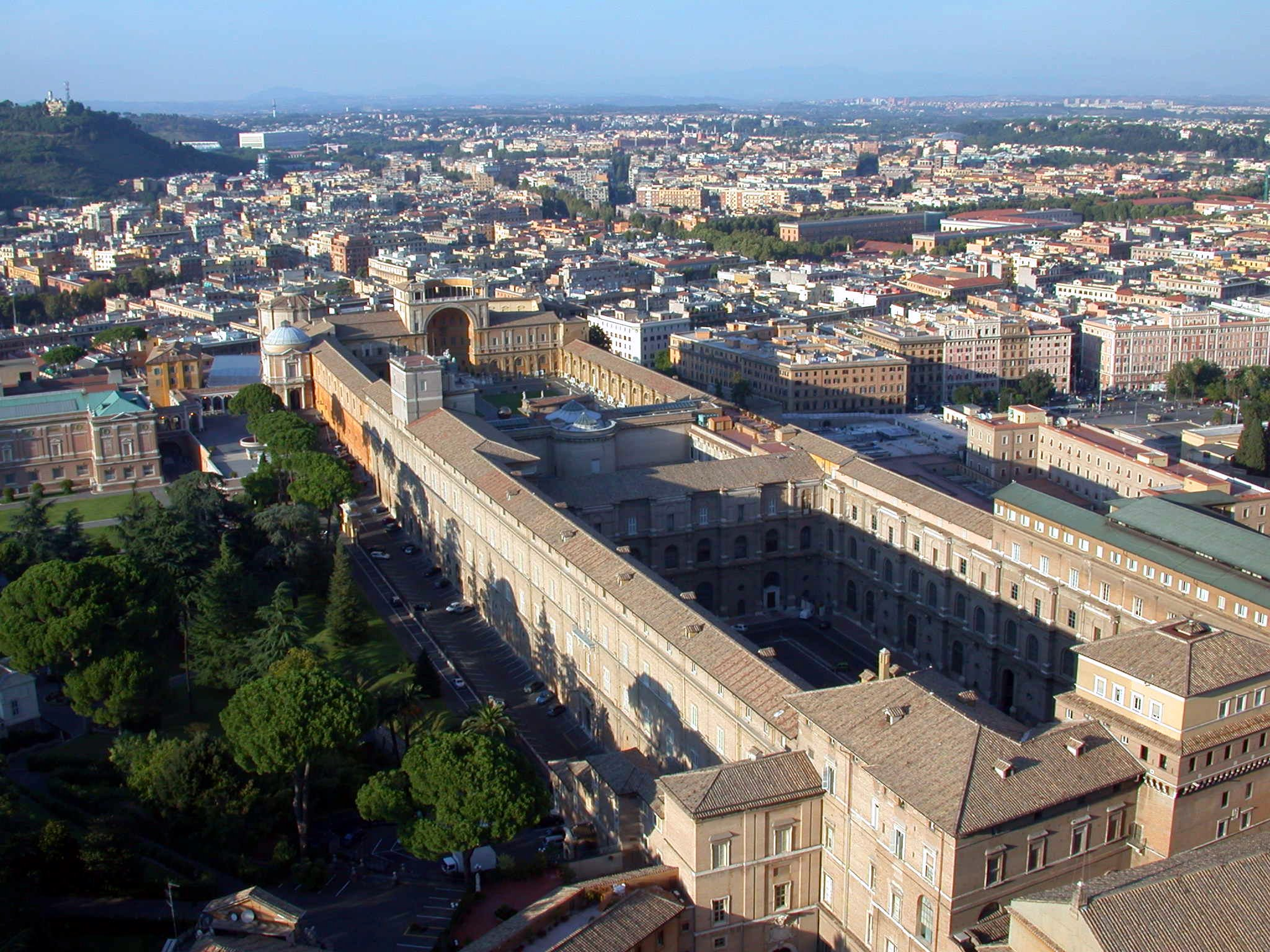
A múzeumok a magasból
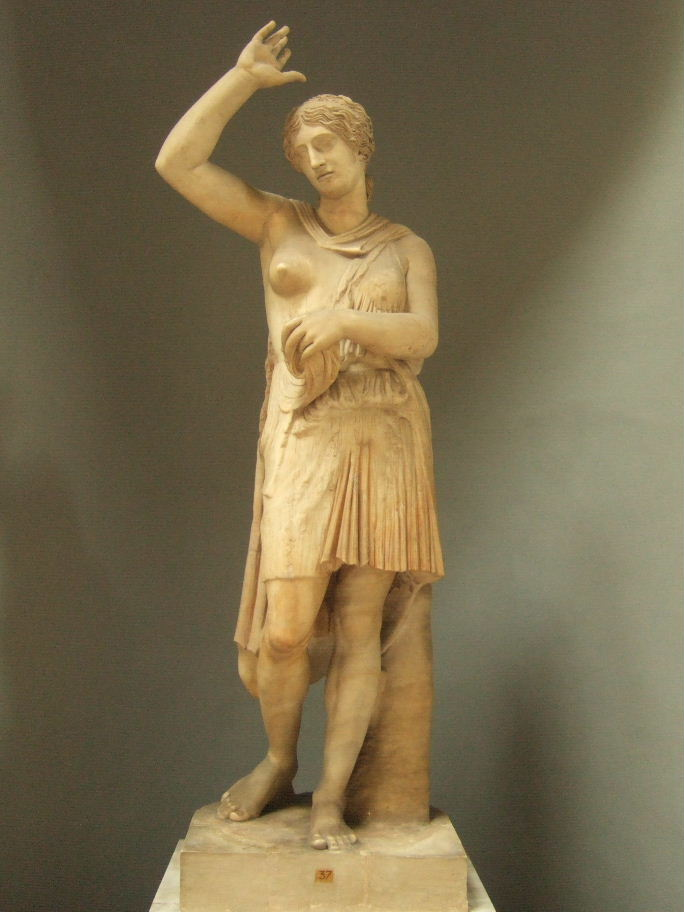
Megsebesült amazonok
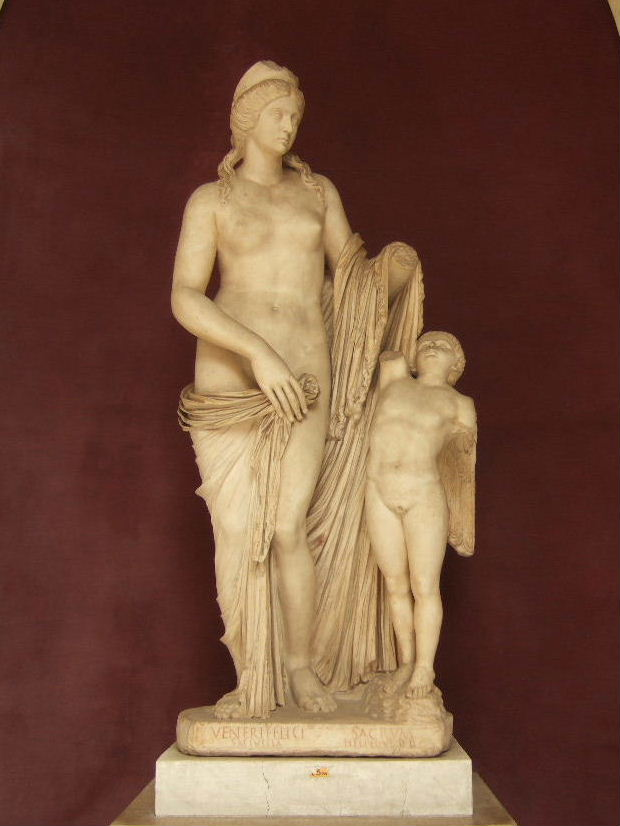
Vénusz és Amor
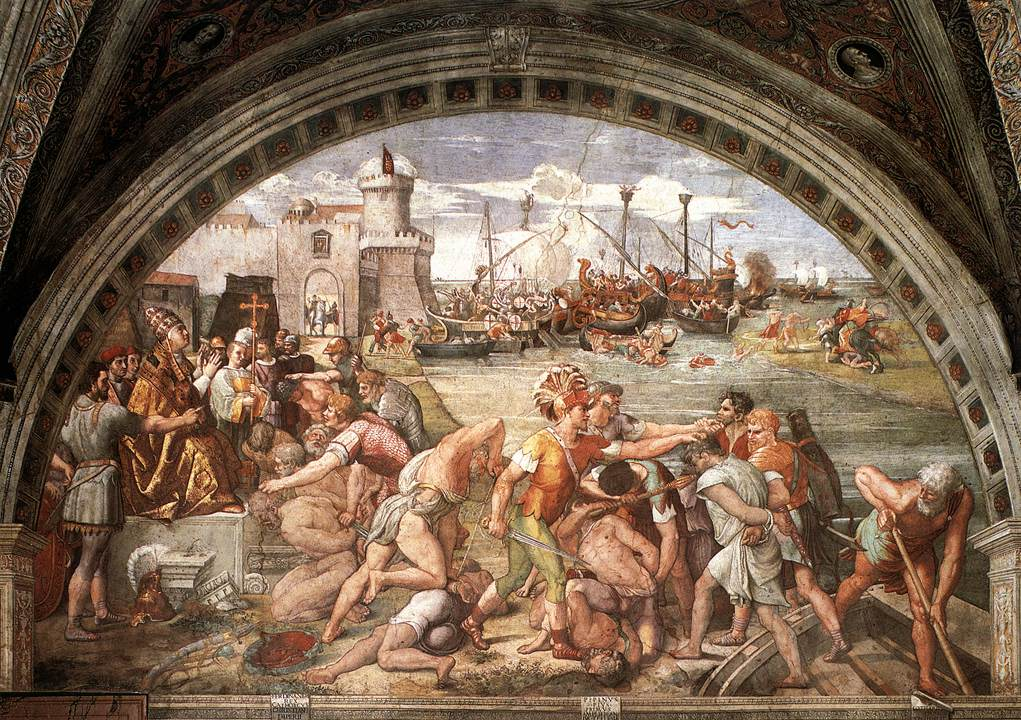
Raffaello: Az ostiai-csata
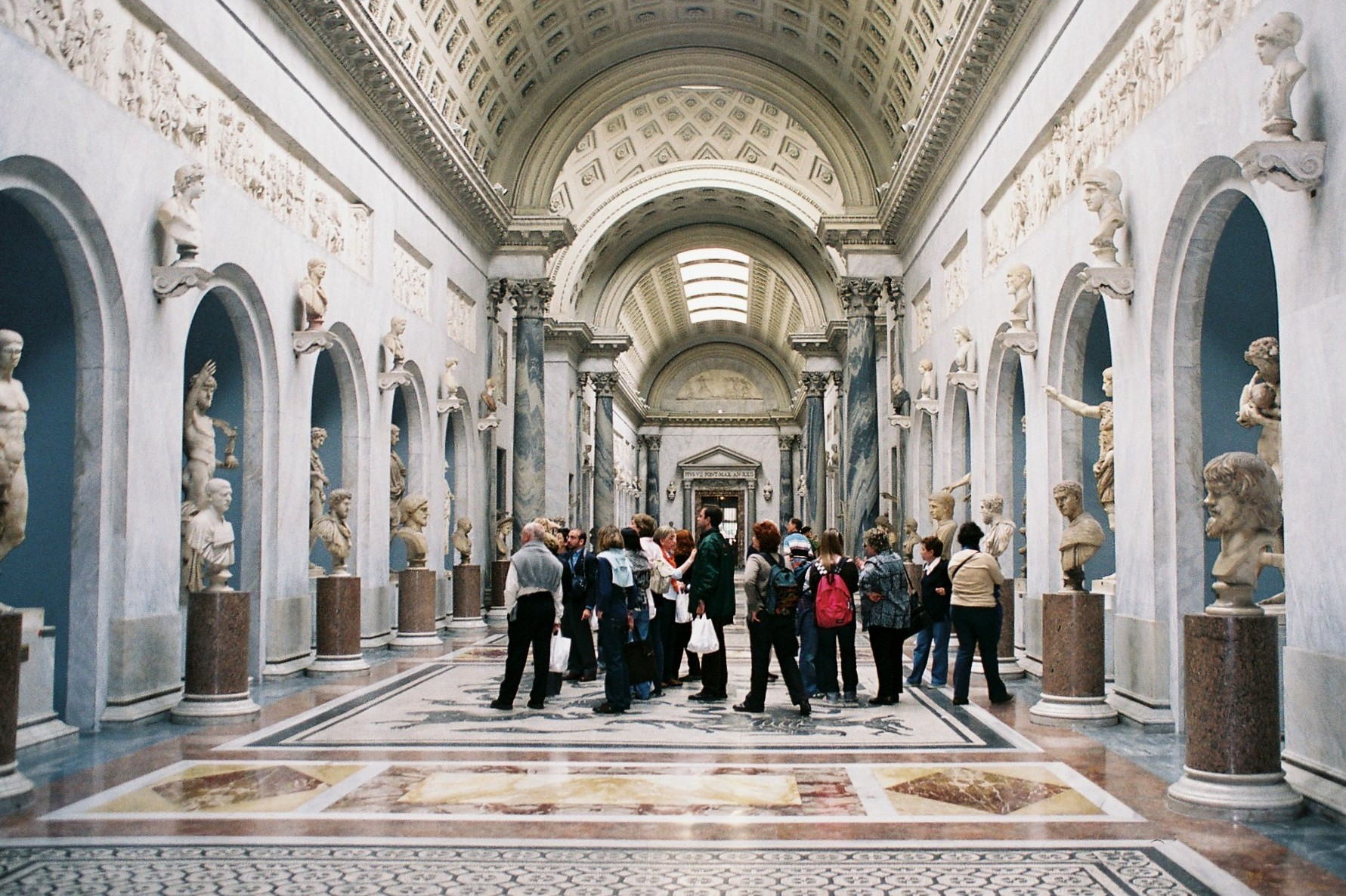
A Chiaramonti-múzeum
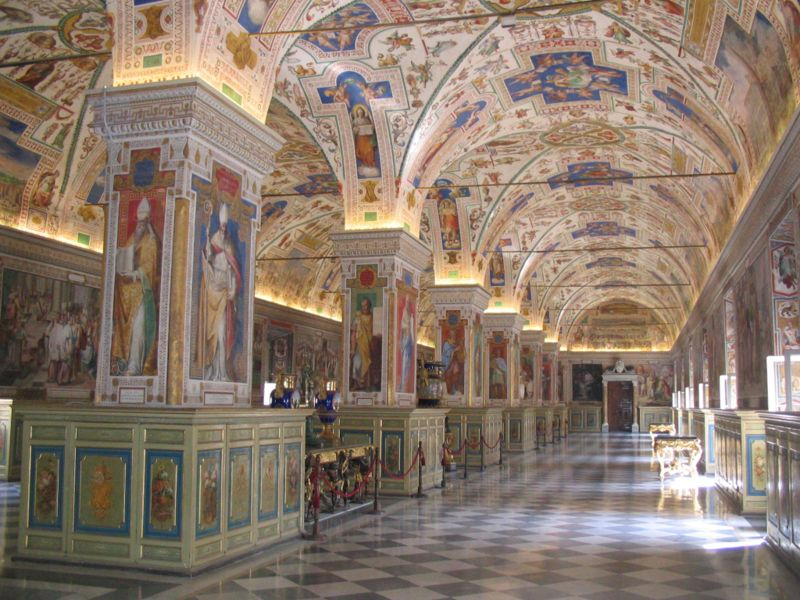
A vatikáni könyvtár
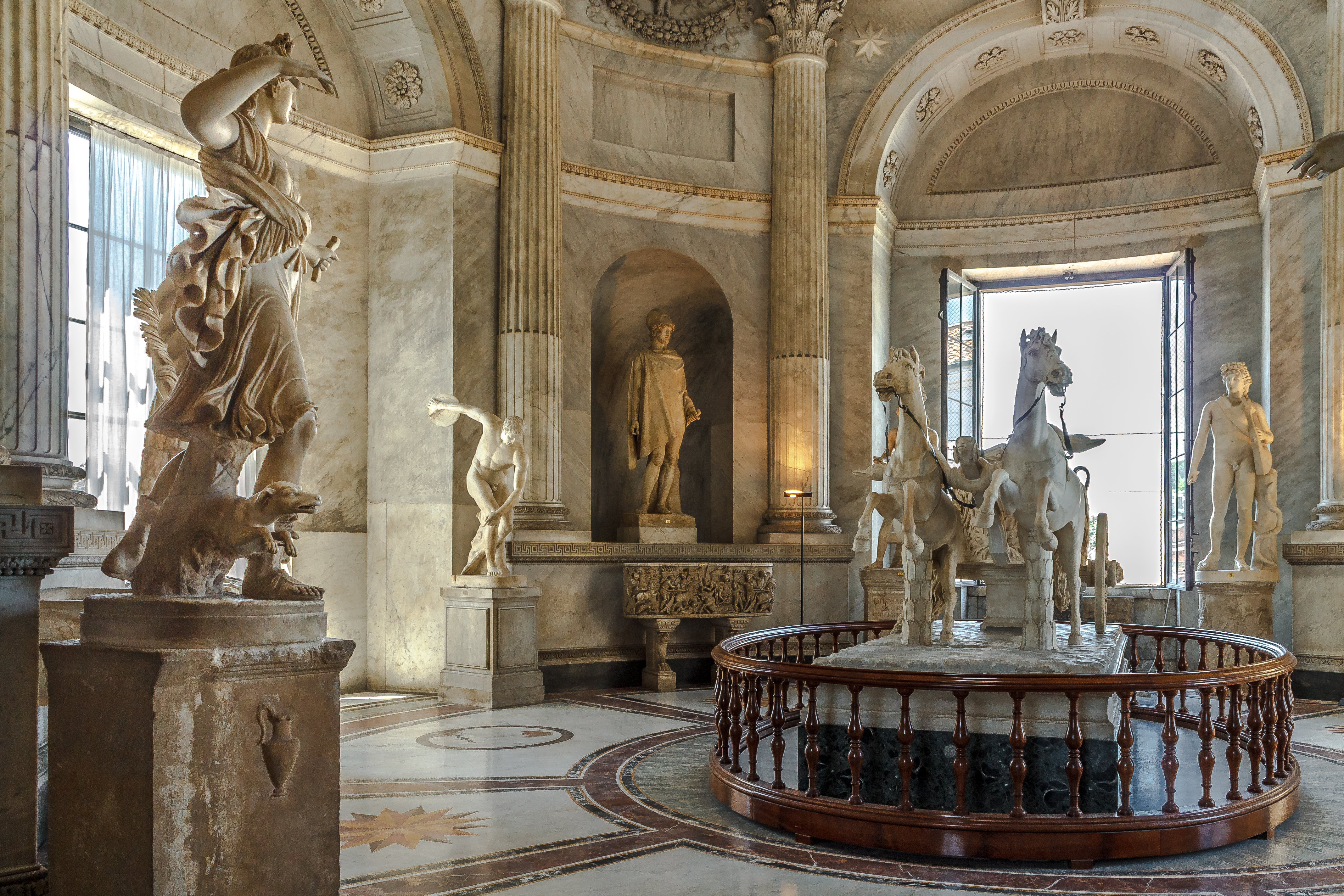
Sala della Biga